# Rlica
Rlica (serbisch-kyrillisch Рлица) ist mit 26 Einwohnern laut Zensus 2011 die kleinste Ortschaft in der Opština Kruševac. Die ausschließlich aus Serben bestehende Bevölkerung des Sackdorfs ist überaltert.

## Belege
1. ↑  Република Србија: Републички завод за статистику: УПОРЕДНИ ПРЕГЛЕД БРОЈА СТАНОВНИКА: 1948, 1953, 1961, 1971, 1981, 1991, 2002. И 2011. (= Popis 2011. Band 20). Република Србија Републички завод за статистику, Belgrad 2014, ISBN 978-86-6161-109-4, S. 82 (serbisch, gov.rs [PDF]).